# Pheidole tolteca
Pheidole tolteca är en myrart som beskrevs av Auguste-Henri Forel 1901. Pheidole tolteca ingår i släktet Pheidole och familjen myror. Inga underarter finns listade i Catalogue of Life.